# Clément Davy
Pour les articles homonymes, voir Davy.
Clément Davy, né le 17 juillet 1998 à Fougères, est un coureur cycliste français. Professionnel depuis 2019, il est membre de l'équipe Groupama-FDJ. Son palmarès comprend notamment un titre de champion de France de poursuite par équipes.

## Biographie

### Débuts cyclistes et carrière chez les amateurs
Clément Davy débute en cyclisme à l'âge de six ans, en catégorie poussin, au Bocage Cycliste Mayennais, club dont est membre son frère aîné Corentin.
En septembre 2013, il entre en section sport-étude au lycée Saint-Thomas-d'Aquin de Flers (Orne), où il obtient son baccalauréat trois ans plus tard.
En 2014, en catégorie cadet, il remporte les championnats de France de poursuite et de la course aux points à Hyères.
Passé en catégorie junior, il s'illustre aux championnats de France en 2016 : sur piste à Hyères, il s'impose en poursuite par équipes avec la sélection des Pays de Loire. Il prend également la deuxième place de la poursuite individuelle et de la course aux points. Sur route, il décroche le titre en contre-la-montre à Civaux. Durant sa saison, il remporte également les Boucles Cyclistes du Sud Avesnois, manche de la Coupe de France juniors, et la Route d'Éole. Il est sélectionné en équipe de France, avec laquelle il dispute les contre-la-montre des championnats d'Europe (22e) à Plumelec et du monde (37e) à Doha.
En 2017 Clément Davy rejoint le Laval Cyclisme 53, club de Division nationale 3 (DN3), au sein duquel il retrouve son frère aîné. Il est suivi durant cette saison par l'équipe WorldTour FDJ, avec qui, il effectue en stage du 12 au 16 janvier. Durant l'été, il devient champion de France de poursuite par équipes, avec ses coéquipiers du comité des Pays de la Loire Thomas Denis, Florian Maître et Aurélien Costeplane. Au cours de l’année, il remporte également la Ronde nancéienne, le Grand Prix de Saint-Pierre-la-Cour, une étape du Tour de Loire-Atlantique et Manche-Océan.
En fin de saison, il s'engage pour 2018 avec la formation Sojasun espoir-ACNC.
Au cours de l'année 2018, il gagne le Grand Prix U, la première étape du Circuit du Mené et la seconde de la Boucle de l'Artois devant l'ancien coureur professionnel espagnol Adrià Moreno et Clément Champoussin. Au second semestre, il est recruté comme stagiaire par l'équipe Groupama-FDJ. Intéressé par son profil et ses performances, Marc Madiot lui offre un contrat professionnel avec l'équipe continentale qu'il met en place en 2019.

### Carrière professionnelle

#### 2019-2020: les débuts avec l'équipe continentale de la Groupama-FDJ
Clément Davy commence sa saison 2019 en janvier sur la piste du Vélodrome couvert régional Jean-Stablinski de Roubaix à l'occasion d'une manche de la coupe de France Fenioux. Il se classe troisième de la course à l'américaine avec son nouveau coéquipier Morgan Kneisky, deuxième du scratch et quatrième de l'omnium. Toujours sur la piste, il est sélectionné en équipe de France au premier trimestre et participe à la dernière manche de la coupe du monde ainsi qu’aux championnats du monde. Au mois de juillet, il gagne trois étapes du Tour de Martinique mais doit abandonner cette course à la suite d’une chute. En fin de saison, il termine troisième du Chrono des Nations espoirs.
La pandémie de Covid-19 qui sévit en France et l’annulation des compétitions qui en découle ne lui permettent pas d'obtenir des résultats significatifs au premier semestre 2020. Au mois d'août, il remporte une étape et le classement général du Saint-Brieuc Agglo Tour devant Kévin Vauquelin. Le même mois, il se classe quinzième du championnat de France du contre-la-montre puis dixième du championnat d'Europe de cette spécialité chez les espoirs.

#### 2021-: Avec l'équipe première Groupama-FDJ
À l'instar de ses coéquipiers Jake Stewart et Lars van den Berg, Clément Davy signe un contrat de deux ans avec l'équipe World Tour de la Groupama-FDJ à la fin de la saison 2020. En septembre 2022, l'équipe annonce que son contrat est prolongé jusqu'en fin d'année 2025.
Une chute lors du Grand Prix de Denain 2023 lui cause un tassement vertébral, diagnostiqué après son abandon lors du Tour de Catalogne une semaine plus tard.

## Caractéristiques
La course de prédilection de Clément Davy est Paris-Roubaix.

## Palmarès sur route, résultats et classements
| - 2014 - 3e du Chrono des Nations-Les Herbiers-Vendée cadets - 2015 - 3e du Trophée Sébaco - 2016 - Champion de France du contre-la-montre juniors - Route d'Éole : - Classement général - 1re et 2e (contre-la-montre) étapes - Boucles Cyclistes du Sud Avesnois : - Classement général - 1re étape - 2e du Grand Prix Fernand Durel - 3e du Trophée Centre Morbihan - 2017 - Ronde Nancéienne - Grand Prix de Saint-Pierre-la-Cour - 1re étape du Tour de Loire-Atlantique - Manche-Océan - 2e du Tour de Loire-Atlantique - 2e de la Boucle cycliste Villainaise - 3e du Grand Prix de Saint-Hilaire-du-Harcouët | - 2018 - Grand Prix U - 1re étape du Circuit du Mené - 2e étape de la Boucle de l'Artois (contre-la-montre) - 2e du championnat de Bretagne du contre-la-montre - 2019 - 2ea, 2eb (contre-la-montre) et 3e étapes du Tour de Martinique - 3e du Chrono des Nations espoirs - 2020 - Saint-Brieuc Agglo Tour : - Classement général - 2e étape (contre-la-montre) - 10e du championnat d'Europe du contre-la-montre espoirs |  |

### Résultats sur les grands tours

#### Tour d'Italie
3 participations
- 2022 : 144e
- 2024 : abandon (15e étape)
- 2025 : 137e

#### Tour d'Espagne
1 participation
- 2023 : 135e

## Palmarès sur piste

### Championnats du monde
- Pruszków 2019
  - 15e de la poursuite individuelle

### Coupe du monde
- 2018-2019
  - 3e du scratch à Hong Kong

### Championnats de France
- 2016
  -  Champion de France de poursuite par équipes juniors
  - 2e de la poursuite juniors
  - 2e de la course aux points juniors
- 2017
  -  Champion de France de la poursuite par équipes (avec Thomas Denis, Florian Maître et Aurélien Costeplane)
  - 2e du scratch